# Bitwa nad Worsklą
Bitwa nad Worsklą – jedna z największych bitew średniowiecznej Europy, stoczona 12 sierpnia (lub 16 sierpnia) 1399 nad brzegami Worskli. 
Stronami konfliktu z jednej strony były wojska Wielkiego Księstwa Litewskiego i jego ówczesnych sojuszników, pod wodzą księcia Witolda wspierające Tochtamysza próbującego powrócić na tron Złotej Ordy. Witold i Tochtamysz wspierani byli również przez wojska krzyżackie, polskie i mołdawskie. Drugą stroną konfliktu były wojska tatarskie Złotej Ordy dowodzone przez Edygeja. 
Bitwa zakończyła się klęską wojsk sprzymierzonych dowodzonych przez Witolda. Z perspektywy państwa polsko-litewskiego oznaczała utratę szansy na złamanie siły wpływów tatarskich w regionie i podporządkowanie zajmowanych przez Tatarów ziem nad Morzem Czarnym, w tym ujścia Dniepru, oraz utratę szansy zjednoczenia wszystkich ziem ruskich pod panowaniem Jagiellonów. 

## Przyczyny bitwy
Witold, udzielając pomocy Tochtamyszowi, liczył na korzyści terytorialne dla Litwy i zawarcie w przyszłości sojuszu z Ordą przeciw Księstwu Moskiewskiemu, co czyniłoby z Wielkiego Księstwa Litewskiego niekwestionowanego lidera na całej Rusi. Klęska Złotej Ordy mogła doprowadzić do uzależnienia Księstwa Moskiewskiego od dynastii Jagiellonów. 

## Przed bitwą
Koncentracja wojsk sprzymierzonych. liczących ok. 38 tys. żołnierzy, odbyła się w okolicach Żytomierza. Naczelnym dowódcą był namiestnik Władysława Jagiełły na Litwie, książę Witold. W skład podległej mu armii wchodziło ok. 10 tys. konnego bojarstwa, które dzieliło się na: hufiec wileński pod Witoldem, hufiec połocki pod kniaziem Andrzejem Garbatym, hufiec briański pod kniaziem Dymitrem Starszym i hufiec wołyński pod kniaziem Dymitrem Koriatowiczem Wołyńcem. Wśród pieszych było ok. 5–3 tys. lekkiej piechoty litewsko-ruskiej, ok. 500 krzyżaków pod dowództwem komtura Markwarda von Salzbach, ok. 4 tys. rycerzy polskich, ruskich i podolskich pod wojewodą krakowskim Spytkiem z Melsztyna z piętnastoma działami, ok. 1,5 tys. rycerzy mołdawskich pod hospodarem (lennikiem polskim) Stefanem I oraz do 15 tys. Tatarów wiernych Tochtamyszowi (głównie z Krymu i Powołża). Armia ta ruszyła na wschód i przeprawiła się przez Dniepr pod Kijowem. Dalej idąc w dół rzeki, odbiła nieco na wschód i 9 sierpnia, zatrzymała się nad rzeką Worsklą, grupując się w 7 warownych obozach. Nie było to najlepsze miejsce, bowiem armia za plecami miała Dniepr i w razie porażki groził jej pogrom podczas odwrotu.

## Bitwa
Późnym wieczorem 11 sierpnia, licząca co najmniej 40 tys. ludzi, tatarska armia Temür Kutługa stanęła niezauważona naprzeciw wojsk sprzymierzonych Witolda. Aby nie zdradzić swej obecności, jej żołnierze nie palili ognisk. Nie ryzykowano przedwczesnego starcia czekając na Armię Edygeja. Ta nadeszła w nocy i liczyła ok. 50 tys. ludzi. Wczesnym rankiem żołnierze Witolda ujrzeli dużą armię tatarską, która ustawiała się do ataku. Zaskoczenie było pełne, a na dodatek w porę nie połączono i nie umocniono dostatecznie obozów. Uderzenia poszły na lewym skrzydle od strony Dniepru tak, aby odciąć wojskom Witolda drogę odwrotu i stopniowo je okrążyć. W pole wyszli tylko Tochtamysz i Dymitr Koriatowicz Wołyniec. Od wschodu i w centrum zaatakowali ludzie Temür Kutługa, a od strony Dniepru i północy zaciekle napierali ludzie Edygeja. Teraz każdy bronił się oddzielnie. 
Witold widząc pewną klęskę i wdarcie się Tatarów do środka szyków, na czele swego hufca przybocznego wyrąbał sobie drogę i uciekł na drugi brzeg Dniepru. W tej sytuacji dowództwo przejął kniaź Dymitr Koriatowicz Wołyniec. Jednak nie na długo, cofając się w stronę centrum obozów, zginął w okrążeniu.  Po nim dowódcą został kniaź Dymitr Starszy, ale i on również padł. Potem każdy bronił się do końca sam. Tatarzy Tochtamysza wyrwali z okrążenia swego chana oraz jego syna Dżalal ad-Dina  i wycofali się na północny zachód za Dniepr. Hufiec polsko-podolsko-ruski pod Spytkiem z Melsztyna bronił się na prawym skrzydle, jednak strzała ugodziła wojewodę krakowskiego prosto w gardło i zginął na miejscu. Z jego oddziału ocalało tylko ok. 400 ludzi broniących przeprawy. Do wieczora resztki sił sprzymierzonych wycofały się za rzekę.

## Po bitwie
Tatarzy Edygeja stracili od 3,5 do 6 tys. ludzi. Zwycięzcy zajęli się zbieraniem łupów i odpoczynkiem. Następnego dnia rankiem ruszyli dalej na wschód. 
W bitwie zginęło też ok. 15–20 tys. żołnierzy sprzymierzonych w tym: 74 kniaziów, znacznych bojarów i rycerzy. Polegli także Spytko II z Melsztyna, hospodar mołdawski Stefan I, komtur Tomasz Szurwiłło, Dymitr Koriatowicz Wołyniec, Dymitr Starszy Olgierdowic, Andrzej Garbaty i Andrzej (książę drucki). Utracono też wszystkie tabory, działa i większość sztandarów. Porażka przekreśliła plany podporządkowania Rusi Moskiewskiej Wielkiemu Księstwu Litewskiemu.